# Lojze Kerin
Lojze (Alojz) Kerin, slovenski geodet in hidrotehnik, * 12. februar 1906, Brod v Podbočju, † 10. januar 1966, Ljubljana. 
Leta 1934 je diplomiral na Tehniški fakulteti v Ljubljani. Po osvoboditvi je do leta 1948 delal pri Ministrstvu za gozdarstvo Ljudske republike Slovenije. V letih 1948 - 1950 je bil zaposlen pri komisiji za vodno gospodarstvo v Beogradu, po vrnitvi v Ljubljano pa je bil predsednik komiteja za vodno gospodarstvo in od 1960 direktor Zavoda za vodno gospodarstvo. Sodeloval je pri urejanju Ljubljanskega barja, Cerkniškega in Planinskega polja ter reke Pesnice.